# 中国丘陵
中国丘陵地形主要分布在东部地区，自北向南主要有：辽东丘陵、山东丘陵、东南丘陵。此外，东北长白山周边，四川盆地，长江三峡以东的淮阳地区亦分布有低山丘陵。
中国东南地区是丘陵分布最广、最集中的地区，这一地区统称为东南丘陵。其中长江以南，南岭以北的地区称为江南丘陵；南岭以南的广东、广西境内的为两广丘陵；武夷山以东，浙江、福建两省境内的为浙闽丘陵。
辽东丘陵主要分布在辽东半岛上，山东丘陵主要分布在山东半岛上。
這些丘陵幾乎都是用梯田耕種